# Квантовое сверхплотное кодирование
Квантовое сверхплотное кодирование — метод, позволяющий передать два бита классической информации с помощью лишь одного кубита, используя явление квантовой запутанности.

## Принцип действия
Предположим, что Алиса хочет отправить классическую информацию Бобу, используя квантовые биты (кубиты) вместо классических. Алиса кодирует классическую информацию состоянием кубита, которые затем отправляет Бобу. Боб извлекает классическую информацию, производя измерение состояния кубита. Вопрос: какой объём классической информации можно передать, используя один кубит? Поскольку неортогональные состояния невозможно различить с достоверностью, можно предположить, что Алиса сможет передать лишь один классический бит. Это действительно так согласно теореме Холево. Таким образом, использование кубитов вместо классических битов не дает в данном случае никакого преимущества. Если, однако, предположить, что Алиса и Боб имеют в своем распоряжении запутанное состояние пары кубитов (один — у Алисы, другой — у Боба), оказывается возможным передать не один, а два бита классической информации, используя по прежнему лишь один кубит. Подобное удвоение «эффективности» передачи информации и носит название квантового сверхплотного кодирования.

## Детали
Использование Алисой и Бобом сцепленного состояния кубитов — ключевое условие сверхплотного кодирования.
Предположим, что Алиса и Боб имеют по одному кубиту находящихся в состоянии Белла
{\displaystyle |\Psi ^{+}\rangle ={\frac {1}{\sqrt {2}}}(|0\rangle _{A}\otimes |1\rangle _{B}+|1\rangle _{A}\otimes |0\rangle _{B})}.
Первая подсистема, обозначаемая индексом A, принадлежит Алисе, а вторая, B, — Бобу. Выполняя лишь локальные операции над своим кубитом, Алиса может преобразовать состояние всей системы в любое другое состояние Белла (это и неудивительно, если вспомнить, что запутанность нельзя разрушить выполняя лишь локальные унитарные преобразования):
- Очевидно, что если Алиса вообще не выполняет никакой операции, система остается в исходном состоянии {\displaystyle |\Psi ^{+}\rangle }.

- Если Алиса выполнит унитарное преобразование

{\displaystyle \sigma _{1}={\begin{bmatrix}0&1\\1&0\end{bmatrix}}}
(это одна из матриц Паули), двухчастичная система перейдет в состояние
{\displaystyle (\sigma _{1}\otimes I)|\Psi ^{+}\rangle =|\Phi ^{+}\rangle .}
- Если вместо {\displaystyle \sigma _{1}} выполнить операцию {\displaystyle \sigma _{3}}, исходное состояние {\displaystyle |\Psi ^{+}\rangle } будет преобразовано в {\displaystyle |\Psi ^{-}\rangle }.

- Аналогично, применив {\displaystyle i\sigma _{2}\otimes I}, Алиса преобразует состояние системы в {\displaystyle |\Phi ^{-}\rangle }

Таким образом, в зависимости от того, какое сообщение Алиса хочет передать, она выполняет одну из четырёх локальных операций над своим кубитом, который затем отправляет Бобу. Боб, выполняя ортогональное измерение в базисе Белла, извлекает сообщение Алисы.
Необходимо отметить, что если третья сторона, Ева, перехватит кубит Алисы на пути к Бобу, то, выполнив измерение этого кубита, она не сможет извлечь никакой полезной информации, поскольку матрица плотности этого кубита пропорциональна единичной.

## Общая схема сверхплотного кодирования
Общую схему процедуры сверхплотного кодирования можно представить следующим образом. Алиса и Боб делят между собой максимально запутанное состояние ω двух частиц; то есть частичный след состояния
{\displaystyle \omega \in H_{A}\otimes H_{B}}
пропорционален единичной матрице
{\displaystyle {\begin{bmatrix}1&\;&\;\\\;&\ddots \;\\\;&\;&1\end{bmatrix}}}.
Чтобы передать сообщение x, Алиса выполняет соответствующее преобразование
{\displaystyle \;\Phi _{x}}
над подсистемой A. Состояние всей системы при этом преобразуется следующим образом:
{\displaystyle \omega \rightarrow (\Phi _{x}\otimes I_{B})(\omega )}
где {\displaystyle I_{B}} обозначает тождественную операцию в подсистеме B. Алиса отправляет свою подсистему Бобу, который производит измерение составной системы A+B, извлекая переданное сообщение x. Пусть Боб выполняет измерение Fy. Вероятность того, что при измерении Боб получит y, равна
{\displaystyle \operatorname {Tr} \;(\Phi _{x}\otimes I_{B})(\omega )\cdot F_{y}.}
Таким образом, описанная процедура будет работоспособной, если
{\displaystyle \operatorname {Tr} \;(\Phi _{x}\otimes I_{B})(\omega )\cdot F_{y}=\delta _{xy}},
где δxy — дельта-символ Кронекера.